# Jozef Majoroš
Jozef Majoroš (Geča, 19 maart 1970) is een voormalig profvoetballer uit Slowakije. Hij werd in 1998 uitgeroepen tot Slowaaks voetballer van het jaar.

## Interlandcarrière
Onder leiding van bondscoach Jozef Jankech maakte Majoroš zijn debuut voor het Slowaaks voetbalelftal op 11 maart 1997 in de vriendschappelijke wedstrijd tegen Bulgarije (0-1) in Sofia, net als Peter Dzúrik (1. FC Košice) en Miroslav Sovič (1. FC Košice). Majoroš trad in dat duel in de rust aan als vervanger van Róbert Semeník en nam het enige doelpunt van de wedstrijd voor zijn rekening. Hij kwam tot een totaal van 23 interlands en vijf doelpunten.
| Interlanddoelpunten voor Slowakije | Interlanddoelpunten voor Slowakije | Interlanddoelpunten voor Slowakije | Interlanddoelpunten voor Slowakije | Interlanddoelpunten voor Slowakije | Interlanddoelpunten voor Slowakije | Interlanddoelpunten voor Slowakije | Interlanddoelpunten voor Slowakije |
| №                                  | Datum                              | Wedstrijd                          | Goal(s)                            | Score                              | Uitslag                            | Competitie                         |                                    |
| ---------------------------------- | ---------------------------------- | ---------------------------------- | ---------------------------------- | ---------------------------------- | ---------------------------------- | ---------------------------------- | ---------------------------------- |
| 1                                  | 11 maart 1997                      | Bulgarije – Slowakije              | 81'                                | 0 – 1                              | 0 – 1                              | Oefeninterland                     |                                    |
| 2                                  | 24 augustus 1997                   | Slowakije – Tsjechië               | 55'                                | 2 – 1                              | 2 – 1                              | WK-kwalificatie                    |                                    |
| 3                                  | 10 september 1997                  | Slowakije – Joegoslavië            | 64'                                | 1 – 0                              | 1 – 1                              | WK-kwalificatie                    |                                    |
| 4                                  | 24 september 1997                  | Slowakije – Spanje                 | 75'                                | 1 – 1                              | 1 – 2                              | WK-kwalificatie                    |                                    |
| 5                                  | 29 mei 1998                        | Kroatië – Slowakije                | 59'                                | 1 – 2                              | 1 – 2                              | Oefeninterland                     |                                    |

## Erelijst
Slovan Bratislava
- Slowaaks landskampioen

1999
- Slowaaks voetballer van het jaar

1998